# Jackson Scholz
Jackson Volney Scholz (* 15. März 1897 in Buchanan, Michigan; † 26. Oktober 1986 in Delray Beach, Florida) war ein US-amerikanischer Leichtathlet und Olympiasieger.
Scholz studierte an der Universität von Missouri. Mit seinem Studium und den Vorbereitungen auf die Olympischen Spiele war er ausgelastet, so dass er in dieser Zeit nur einen nationalen Meistertitel, 1925 über 220 Yards, gewann. Er nahm an den Olympischen Spielen 1920, 1924 und 1928 teil.
Bei den VII. Olympischen Spielen 1920 in Antwerpen gewann er die Mannschaftsgoldmedaille im 4-mal-100-Meter-Staffellauf zusammen mit seinen Teamkollegen Charles Paddock, Loren Murchison und Morris Kirksey, vor den Teams aus Frankreich (Silber) und Schweden (Bronze). Im selben Jahr stellte er am 6. September in Stockholm mit einer Zeit von 10,6 s über die 100-Meter-Distanz einen neuen offiziellen Weltrekord auf.
Bei den VIII. Olympischen Spielen 1924 in Paris gewann er die Goldmedaille im 200-Meter-Lauf, vor dem US-Amerikaner Charles Paddock (Silber) und dem Briten Eric Liddell (Bronze). Außerdem gewann er die Silbermedaille im 100-Meter-Lauf hinter dem Briten Harold Abrahams (Gold) und vor dem Neuseeländer Arthur Porritt (Bronze). Bei seiner Teilnahme an den IX. Olympischen Spielen 1928 in Amsterdam startete er als Favorit, konnte aber nur den vierten Platz über 200 Meter erreichen.